# HATS-51
HATS-51 — одиночная звезда в созвездии Большого Пса на расстоянии приблизительно 1285 световых лет (около 394 парсек) от Солнца. Видимая звёздная величина звезды — +12,5m. Возраст звезды оценивается как около 4,74 млрд лет.
Вокруг звезды обращается, как минимум, одна планета.

## Характеристики
HATS-51 — жёлтая звезда спектрального класса G2. Масса — около 1,187 солнечной, радиус — около 1,31 солнечного, светимость — около 1,385 солнечных. Эффективная температура — около 5616 К.

## Планетная система
В 2017 году командой астрономов, работающих в рамках обзора HATSouth, было объявлено об открытии планеты HATS-51 b.